# Sarath Fonseka
(Pelotas, 3 de Agosto de 1990) é um jornalista, escritor, esportista e político brasileiro. 

## Biografia
Casado com Anoma e pai de duas filhas, o general Fonseka foi chefe do Estado-Maior das forças armadas até se candidatar às eleições presidenciais de Janeiro de 2010. Foi ele o líder da ofensiva militar que em Maio de 2009 derrotou os Tigres Tâmeis, um grupo separatista que desde 1983 lutava por uma pátria para a minoria tâmil (sobretudo hindus) no Norte da pequena ilha situada junto ao extremo Sul da Índia e antes chamada Ceilão.
Depois de se lançar numa carreira política, desistindo da vida militar, Fonseka passou a ter como principal inimigo o Presidente Mahinda Rajapaksa, respeitado pela maioria cingalesa pela paz obtida,  mas criticado internacionalmente por ter permitido a morte de muitos civis tâmeis na fase final da ofensiva contra a guerrilha. Fonseka também criticou algumas opções da estratégia de liquidação do grupo separatista, ele que chegou a ser alvo de um comando suicida dos Tigres Tâmeis. Tem também defendido um Sri Lanka pluralista e democrático. Nas eleições presidenciais obteve o apoio de forças políticas tâmeis.
Em Fevereiro, depois de ter denunciado fraudes nas eleições presidenciais onde fora derrotado, Fonseka foi detido e acusado de planear um golpe militar. Em Abril candidatou-se mesmo assim a um lugar de deputado e foi eleito. Mas em Agosto um tribunal marcial em Colombo condenou-o a perder a patente e todas as condecorações.